# Фрединбург, Даниэл
Даниэл Пол Фрединбург, «Дан» (англ. Daniel Paul Fredinburg, «Dan»; 8 сентября 1981 — 25 апреля 2015) — американский предприниматель, изобретатель, исследователь и общественный активист, исполнительный директор компании Google. Погиб от травмы головы при попытке восхождения на Джомолунгму в Южном Базовом лагере вследствие схода лавины, вызванного землетрясением.

## Детство и юность
Даниэл Фрединбург родился 8 сентября 1981 года в городе Мишен-Вьехо (округ Ориндж, Калифорния, США). Вырос в фермерском хозяйстве в Норфолке (штат Арканзас). В возрасте 15 лет покинул дом, чтобы поступить в «Арканзасскую школу математики, наук и искусств» англ. Arkansas School for Mathematics, Sciences, and the Arts в городе Хот Спрингс в том же штате.
В 2004 году он окончил Калифорнийский университет в Ирвайне и получил дополнительные степени в Университете Южной Калифорнии, Стэнфордском университете, Калифорнийском университете в Беркли. В 2007 году начал работать в компании «Google»..

## Карьера
До работы в Google, Фрединбург работал в оборонном подразделении Boeing Integrated Defense Systems над разработкой будущих боевых систем.
Фрединбург работал директором по приватности (англ. head of privacy) в проекте «Google X», советником в проекте «Project Loon», сооснователем проектов «The Laundry SF» и «Save the Ice». Также был занят в интернет-проектах YouTube, «Google+», «Google Cloud», «Google Glass» и «Карты Google». Был основателем и руководителем команды «Google Adventure Team», созданной с целью электронного картографирования геологических районов и формаций Земли с уровнем детализации, сравнимым с картами улиц в городах в «Google Earth»; с такой же детализацией планировалось картографировать малые города и другие населённые местности, а также Большой Барьерный риф, дно океанов, высокие и/или отделённые горы и горные массивы, в том числе Гималаи.
Фрединбург изобрёл и запатентовал более десяти программных технологий, в том числе:
- «Персонализированные сервисы, использующие клиентостороннюю пользовательскую модель» (англ. Personalized services using a client-side user model) — патент на технологию, относящуюся к системам, методам, и машинночитаемым мультимедийными данным для предоставления персонализированных информационных услуг с использованием программного обеспечения, запускаемого на стороне клиента[19];
- «Методы и системы для прозрачности облачных вычислительных сервисов» (англ. "Method and system for cloud computing service transparency) (патент)[20];
- «Интерактивный уровень настроек приватности» (англ. Interactive privacy settings layer) (патент)[21];
- «Детектор неправомерно используемых изображений» (англ. Image theft detector) (патент)[22][23] «Система обнаружения нарушений приватности и защиты от них» «Internal privacy invasion detection and prevention system» (патент),[24];
- «Автоматизация работы социальных сетей» (англ. Social network automation) (патент)[25].

Всего на его счету более 50 патентов и принятых заявок на патенты.
Фрединбургу также принадлежали права на «The Trust Tree» — и как на социальную концепцию, и как на сетевую программную технологию.

## Экспедиции
Выполняя условия конфиденциальных договоров, «Google» не даёт комментариев относительно двух или трёх проектов компании, с которыми могла быть связана работа Фрединбурга в экспедициях. Но, как минимум, он был одним из четырёх сотрудников компании, документирующих маршруты восхождения на Джомолунгму для геоинформационного проекта, подобного «Google Планета Земля». В 2013 году в интервью журналу «Time» Фрединбург описал целевую группу компании как «Различные любители приключений и люди, которые хотят ещё дома предварительно исследовать путь; чтобы они имели возможность видеть и изучать различные уголки мира». По данным «The Independent», должность в компании «Google», которую Фрединбург в то время занимал, называлась «Искатель приключений Google» (англ. Google 'I' adventurer), и целью проекта было предложить получить опыт восхождений на высочайшие вершины мира людям, которым «похоже, не хватает готовности к восхождению».
24 апреля 2015 года Фрединбург поднялся на вершину горы Кала-Патхар, и развернул там баннер с адресом сайта «SaveTheIce.org Архивная копия от 8 апреля 2015 на Wayback Machine» в поддержку борьбы с изменением климата.
По словам самого Фрединбурга, он и в 2014 году был на Джомолунгме, и тогда едва спасся от лавины, убившей 16 непальских шерпов; несмотря на это, в 2015 году Фрединбург вернулся на Джомолунгму и успел пробыть там три недели прежде, чем стал одним из четырёх граждан США, погибших в Южном Базовом лагере Джомолунгмы из-за землетрясения, вызвавшего сход лавин. Пятеро шерпов-носильщиков перенесли его тело со склона горы к месту, откуда вертолёт Сил специального назначения Армии США эвакуировал альпинистов через несколько дней после схода лавин.
Даниэл Фрединбург так и не поднялся на вершину Джомолунгмы, но успел взойти на четыре из семи высочайших вершин континентов, в том числе на Эльбрус, Килиманджаро и Аконкагуа, причём в одних и тех же горных ботинках; он также сделал для «Google» фотоснимки этих трёх вершин. Аконкагуа Фрединбург сравнивал с «вратами ада», рассказывая в интервью «Time», что там скелеты мулов торчат из земли. Также Фрединбург восходил на сложный и относительно недоступный пик Джая, высочайший в Океании, и был ненадолго арестован после того, как спустился оттуда в соседний карьер Грасберг.

## Общественная деятельность
После урагана Сэнди Фердинбург организовал оказания помощи пострадавшим в Нью-Йорк-Сити и на острове Статен, ставшим бездомными жертвам стихии, чьи жилища были разрушены ураганом.
В 2014 году проект SaveTheIce.org в прибалтийских государствах стал лауреатом конкурса «In the Making», организованного «Discovery Digital Networks».
Фрединбург основал «The Laundry» — бизнес-инкубатор в Сан-Франциско, способствующий созданию сообщества и благоприятного продуктивного окружения для социальных предпринимателей.

## Личная жизнь
Фрединбург встречался с Эшли Аренсон (англ. Ashley Arenson), которая тогда работала менеджером по технической продукции (англ. technical product manager) в Нью-Йорке, а также была советником в нескольких технологических стартапах, в том числе и в сообществе социального предпринимательства «The Laundry», созданного Фрединбургом в Сан-Франциско. До того он встречался с актрисой Софией Буш.

## Память
После смерти Фрединбурга, его девушка Эшли Аренсон говорила о нём как о «волшебнике» и настоятельно просила людей делать пожертвования, чтобы спасти жизни других людей в Непале. Через страницу на сайте «CrowdRise», созданную Максом Гольдштейном (англ. Max Goldstein) из «Гугла», было собрано около 100 тысяч долларов США.
Именем Дан Фрединбурга был назван некоммерческий фонд «Dan Fredinburg Foundation», созданный с целью всемерной поддержки общественных движений изобретателей, гражданских активистов и любителей приключений.
Обе женщины, с которыми Фрединбург встречался — Эшли Аренсон и София Буш — вместе почтили его память на мемориале «Trefethen Family Vineyards», созданном Эшли Аренсон в Северной Калифорнии.
Друзья и партнёры Фрединбурга создали веб-сайт-кампанию «LiveDan» в поддержку тех нравственных принципов, которыми руководствовался Фрединбург при жизни.